# Girard de Buonalbergo
Girard de Buonalbergo est un baron italo-normand du XIe siècle, neveu par alliance de Robert Guiscard.

## Biographie
Nous connaissons peu de choses de la vie de Girard (ou Gérard) de Buonalbergo. Ce que l'on sait c'est qu'il est présent vers 1050 en Italie méridionale où on le retrouve dans la région de Buonalbergo où il servait peut-être le duché lombard de Bénévent en qualité de mercenaire comme le faisaient d'autres Normands depuis une trentaine d'années.
Il est surtout passé à la postérité comme étant le neveu d'Aubrée, première épouse du plus célèbre des Normands d'Italie, Robert Guiscard. Girard était assez puissant pour fournir à ce dernier 200 chevaliers.
En juin 1053, Girard participe à la bataille de Civitate dans laquelle les Normands sont vainqueurs de la coalition anti-normande formée par le pape Léon IX.
Il est encore mentionné en 1081 quand Robert Guiscard, duc d'Apulie le nomme conseiller de son jeune fils Roger.
Girard a d'une épouse inconnue au moins un fils prénommé Herbert, qui lui succède. Il est peut-être le grand-père du baron Jourdain d'Ariano.

## Sources primaires
- Aimé du Montcassin, Ystoire de li Normant
- Léo d'Ostie, Chronique du Mont-Cassin